# YAT安心!宇宙旅行
『YAT安心!宇宙旅行』（ヤットあんしん うちゅうりょこう）は、NHK教育テレビで1996年から1997年にかけて放送された日本のテレビアニメ作品、およびこれを原作とした漫画作品（2作品存在する）である。NHKオリジナルアニメ第3作。1998年にはアニメは続編の『新YAT安心!宇宙旅行』（しんヤットあんしん うちゅうりょこう）が放映された。

## ストーリー

### YAT安心！宇宙旅行
外宇宙に進出した人類は宇宙各地の惑星をリゾート地として開発、だれでも手軽に宇宙旅行ができる時代が訪れていた。
宇宙歴5808年、行方不明の父親を探すために小さな宇宙旅行会社「YAT」のツアーに参加した星渡ゴローは、ツアーの最中に誤って宇宙船を壊してしまう。ゴローは宇宙船の弁済のためにYATの一員としてタダ働きをしながら、父親探しの旅をすることになる。
最初は涙あり笑いありのコミカルな作風となっているが、物語が進むにつれて、桂の謎や次元トンネルにゴローの父親が関わっていることが判明していく。特に42話以降は、今までの基本であった一話完結方式ではなく連続ストーリーアニメとなり、これまでの謎が明かされると共に、次から次へと起こる事件に立ち向かっていくYATメンバーとその仲間達の姿が描かれる。
この作品の裏にあったテーマは親子の愛情であり、ゴローとダイゴ、ヤマモトと桂、カネアとアンなど主要キャラの親子関係が物語の重要な部分に多く関わっていた。

### 新YAT安心！宇宙旅行
マザー次元トンネルの暴走事故から半年、母星に帰った天上院桂が戻って来たことを聞いたYATのメンバーは急いでその宇宙船へ向かう。しかし、感動の再会を果たしたのも束の間、激しい揺れに襲われ、気がついたときには見たことの無い宇宙に到着していた。そこで、ノート博士と名乗る老人と、マロンと名乗る少女に出会う。彼らは宇宙征服を企む組織「ガノン帝国」に能力を狙われていた。そしてノート博士は帝国に捕らわれ、ヤマモト社長は敵の首領ガノンに洗脳されてその手先となり、リーダーを失ったゴローたちは自分たちの力だけで苦難の旅を続ける。
前作と同様に一話完結のコミカルな作風で様々な惑星を訪れるという点は同じである。しかし、今作は悪の組織と戦うといったアクションシーンが主体の勧善懲悪のヒーローもののような話が多く、伏線をちりばめて多くの人間模様を描いた前作とは作品の方向性が異なっている。
親子愛がテーマだった前作に対し、今作では親離れ、子離れをテーマとしている。

## 登場人物

### YATメンバー
星渡 ゴロー（）
声 - くまいもとこ
本作の主人公。初登場時16歳。次元トンネルの発明者「星渡ダイゴ」を父に持ち、行方不明となった父を探している。父ダイゴを探すためYATの宇宙旅行に参加した。ツアー中に老人ムサシが暴走させたYATダブを停止させようとして壊してしまい、その弁済のためYATで働くことになった。以来メカニックと掃除などの雑用を担当するが、『新YAT』では、ウッチーに代わってYATダブを操縦するシーンが増えた。
元気で勇敢、優しく正義感の強い性格だが、そのために無鉄砲な行動で周囲に心配を掛けることも多い。本人は桂に好意を持っており、桂の天然ボケのためになかなか思いが伝わらなかったが、『YAT』第42話の宇宙船脱出時に告白し、想いが通じた。カニのような髪型をしており、作中では（主に彼をライバル視しているバラスに）それを馬鹿にされると怒っていた。しかし、次元トンネル設計に携わった父への思慕と、事件の真相を知りたいと願う真摯な気持ちが桂に故郷に戻る決意を与え、『新YAT』ではマロンに成長と旅立ちを促すようになるなど、ひたむきな行動が少しずつ周囲に影響を与えるようにもなっていった。
将棋がかなり得意。4月5日生まれ。
- キャラクターデザインは、原案の西川伸司が当時参加していた特撮作品の美術スタッフがモデルになっている。西川は、こき使われる技術職というゴローのイメージが、特撮現場のスタッフと重なったと述べている。

天上院 桂（）
声 - 椎名へきる
初登場時18歳。YATの添乗員を務める看板娘。容姿端麗で誰にでも優しいため、誰からも好かれるが、かなりの天然ボケであり、作った料理は極めてまずい。時折腹黒い一面を見せることもある。趣味は格闘技。怪力、テレパシー通信、次元トンネル航行中の予言、誰でも瞬時に眠りにつかせる子守唄などの様々な特殊能力を持つ。ゴローが入社するまではYATダブの整備も担当していた。当初はゴローをさん付けで呼んでいたが、後に「ゴローちゃん」と呼ぶようになる。
幼い時に、彼女を乗せたノア星の宇宙船が事故に遭い、ペットのブッキーとともにカプセルで脱出した。しかし、偶然開いた異次元空間にカプセルが吸い込まれ、次元トンネル・プロトタイプを通りダイゴの下へ。そのカプセルをヤマモトカオルが受け取り、以来ヤマモトが彼女の養父となる。彼女の名前はヤマモトが「いつか自分の下をはなれ、故郷へ帰る存在」という気持をもち、「かぐや姫」からとって“天上院 桂”と名付けた。数々の特殊能力は彼女がノア星人であるために発揮できると考えられる。怪力に関してはテレビ版では触れられていないが、コミック版では、幼い時の宇宙船事故によって、火事場の馬鹿力が発揮され、それが平常時にも定着したと言及されている。
かなりの天然ボケであったためゴローの好意は気づかないでいたが、告白されてようやく彼の気持ちを悟る。『YAT』最終回で、なんとかゴローの気持ちに応え、『新YAT』では相思相愛関係になったものの、あまり進展が見られなかったが、マロンに構い過ぎてやや過保護なゴローにやきもちを焼くこともあった。また、『新YAT』でヤマモトがチームから抜けたときからは、YATの新リーダーとして活躍した。
- 原案の西川は、映画『メカゴジラの逆襲』に登場する真船桂から名前をとっており、デザインも西川が同人誌で描いた同キャラクターをモチーフとしている。名字は添乗員のもじりである。胸のリボンは『美少女戦士セーラームーン』から影響を受けている。西川は、ボディコン風の制服やスカートのスリットなどがNHKでの放送に適しているかどうか危惧したが、アニメ版のキャラクターデザインではさらにスカートが短くなりスリットも深くなっていた。

ヤマモト カオル
声 - 梁田清之、白鳥由里（女）
宇宙旅行会社YATの社長。初登場時45歳。元軍人で元宇宙海賊（義賊）の親分。宇宙海賊時代はキャプテンキッドの再来と恐れられた。両目の横に横線の傷に常に左側頭部に穴が空いた船の帽子を被り青着物を着用して下駄を履いた姿が特徴。下着は褌。普段は自分と桂には甘く（桂への溺愛ぶりは自他共に親馬鹿と認めるほど）、社員に厳しく強欲だが、いざとなった場合は乗客の安全を第一に考え、情にも厚い。養女である桂を男手一つで育てあげた。元宇宙海賊の長であったため、数々の危機的場面でも冷静な判断が出来る頼りになるキャプテンでもある。格闘技の達人で桂にもこれを指南した。
『YAT』第30話ではある理由で茶色太眉毛と茶髪長髪の美女になったが、ウッチー・カナビー・藤吉を含むYAT男観光客全員の心を鷲掴みにした。更に自分が男だった頃の記憶とゴロー達の事も覚えていた上に格闘家の腕と怪力もそのままだった。ウッチーから本当にヤマモトカオルかどうか問い詰められた際は「社長は褌一丁の筈。だから下着見せんかい」と言われた際にウッチーの頭が床に減り込む程の力で叩く怪力を見せた事でようやく信用した程。ところがその一方でゴローに好意を抱いてしまい、ゴローを困惑させた上に元の男に戻る方法が男とキスする事で好意を抱いたゴローにキス出来る嬉しさで男に戻る事に一切後悔無くゴローとキスして元に戻った。男に戻った後は女になっていた記憶が一切無くその事に少々困惑してゴローはその事に安堵した。
15年前、次元トンネル・プロトタイプの暴走事故の救援に向かい、その際に出会ったダイゴから桂とブッキーを乗せたカプセルを託され、彼女の育て親となる。この頃からほとんど容姿が変わっていない（事故当時は30歳前後）。
『新YAT』ではガノンに捕まり洗脳されてしまいYATメンバーと敵対することになるが、彼を操るガノニウムという赤い水晶球をメンバーが砕きガノンの呪縛から解放された。
- キャラクターデザインは、原案を手掛けた西川の漫画作品『じじばばファイト!』の主人公であるじじいをモデルとしている。

ウッチー
声 - 鈴木勝美
YATの宇宙パイロット。マルカン星人（父）と地球人（母）とのハーフで大阪弁で喋る。変身能力や風船のように膨らんで空を飛ぶなどの能力を持つ。操縦テクニックは抜群。その一方で時間にうるさく、スケジュールが遅れたり他人に侮辱されたりすると、すぐ憂鬱になってしまう。オーデン草（ホーレン草とおでんを併せたおでんの形をした草）が主食で好物。大富豪の末子だが、優秀な兄達と寛容な両親を前に、落ちこぼれで家族に守られてばかりの自分を恥じ、家を出てYATに入社した。幼稚園時代、先生にゾウの絵を描いたのにブタの絵と間違われたことがトラウマになっている。
- デザインコンセプトは「生活感のあるウルトラマン」で、カラータイマーに見立てた装飾を腹につけることであえて格好悪くしている。

カナビー
声 - 山口勝平
YATのナビゲーションロボット。ディスカウント機器惑星「アキバ星」出身。本人は優秀なナビゲーターのつもりでいるが、度々計算ミスをして周囲の反感を買っている（元々計算ミスが多いという理由で製造中止になったタイプでもある）。パイロットのウッチーとは何かと喧嘩しつつも良いコンビである。語尾に「ッピ」とつける独特の話し方をする。見た目から「ドデカ電球」と呼ばれることもあるが、そう呼ばれるたびに過剰反応する。太陽並みの明るさを持つライトや、ドリル、火炎放射器などを内蔵している。自身のエネルギーを犠牲にしてYATダブを救うなど、他の社員と同じくYATを愛している。普段は隠しているが趣味は女装である。

### YATに登場
ブッキー
声 - 三田ゆう子
桂と一緒にカプセルに入っていたペット。巨大な一本角を持つトカゲの怪獣のような生物。頭部から電撃を放出したり、生身で宇宙空間で活動できるなどの能力を持つ。いつもは「ブギー」としかしゃべらないが知能が高く性格は辛辣で毒舌家。性別はメス。終盤では桂とテレパシーで会話ができるようになった。『新YAT』ではノア星に置いてきたらしく、登場しない。
星渡 ハルカ（）
声 - 渡辺久美子
ゴローの母親のポニーテール女性。ダイゴが行方不明になってからは、トラックのドライバーをしながらゴローを一人で育てた。昔は痩せていたが、現在はかなり恰幅が良い。
星渡 ダイゴ（）
声 - 小杉十郎太
ゴローの父親。次元トンネルの生みの親であり、ダイゴシステムの開発者。次元トンネル・プロトタイプの大事故時に行方不明になっていた。次元トンネルの事故では、事故を止めようとして次元の狭間に巻き込まれた。外では15年の歳月が流れたが、異次元空間の中では20日間しか時間が経過しなかったため、髭が伸びた程度でゴローたちと比べるとほとんど年はとっていない。
山田藤吉（）、山田つゆ子（）
声 - 納谷六朗（藤吉）、三田ゆう子（つゆ子）
YATツアーの常連客の老夫婦。二人一緒にいつもツアーに参加している。行く先々で問題が起こるYATのツアーに対しても「いつものことじゃ」「はぃ」などと言ってあまり気にしておらず、むしろ楽しんでいる様子。記念すべきYAT初ツアーの参加者でもある。藤吉は一度、桂の尻を触ろうとしてヤマモトに「今度、妙な事をしたらほっぽり出す」と激しく注意を受けたことがある。
『YAT』第41話でYATと別れる事となった。

キャプテン・ロック
声 - 矢尾一樹
ヤマモトの元子分の宇宙海賊。登場時32歳。現在のシャレコベック号の艦長。右目に眼帯を掛けた茶髪の男。あまり人望があるとは言えず、かつての部下は離散し残ったナナコ達からも時折ナメられている。現在でもヤマモトを「親分」と呼び慕っている。
ナナコやハチベーと共に自前の楽曲を製作して、襲撃した宇宙船の乗客にそれを配っている。本人はヘヴィメタルロックのつもりらしいが、持ち歌である「星の舟唄」は周囲からは演歌と言われ度々落ち込んでいる。しかし演歌なので老人たちからの受けはそこそこ良い。部下二人が後に結婚したため、熱々ぶりにあてられ、うんざりするようになる。
- キャラクターデザインは、西川がファンであった筋肉少女帯の大槻ケンヂをモデルとしている。

ナナコ
声 - 永島由子
ヤマモトの元子分で、ロックの仲間の宇宙海賊。シャレコベック号の砲手で大阪弁を話す。ブッキーに好かれている。バンドではギターを担当。ハチベーを好いており、後に船内結婚して妻となる。
ハチベー
声 - 長島雄一
ヤマモトの元子分で、ロックの仲間の宇宙海賊。生粋のメカニックで、エンジンなどに名前までつけて可愛がっている。バンドではキーボードを担当。ナナコから告白され船内結婚。夫となるが、最初はナナコがロックを好きだと思い、ハチベーはナナコを仲間としか思わず、抱擁され告白を受けた際は呆然したが、すぐにおしどり夫婦になった。
カネア・マリーゴールド
声 - こおろぎさとみ
宇宙旅行最大手コスモロード社の社長令嬢。登場時14歳。社長令嬢らしいわがまま娘で、かつ母親譲りの行動力や気の強さも持ち合わせている。金で何でも解決しようとする性格で、そのためにゴローを怒らせ平手打ちをされたが、それをきっかけにゴローを「ゴロー様」と呼んで猛烈な好意を抱き、気を引こうと度々アタックを仕掛け、ゴローやダニエルを振り回している。ゴローは桂が好きな為に迷惑しているが、カネアは全く気にしていない。またゴローが想いを寄せている桂を良く思っておらず、度々突っかかる。
YATラストでは逮捕された母の後を継いで、YAT同様に弱小会社となったコスモロード社の新社長となり、漫画版でも経営規模を縮小したコスモロード社の社長兼添乗員として頑張っている。
アン・マリーゴールド
声 - 田中敦子
コスモロード社の現社長でカネアの母親。登場時41歳。コスモロード社を一代で築き上げた経営手腕を持つが、他社の乗っ取りや異を唱えた部下を即時クビにするなどの強引さから敵も多い。
伝説の宇宙海賊キャプテンキッドの孫娘で、祖父の隠した財宝を探すためヤマモト一味に加わりNo2まで上り詰めるも、次元トンネル・プロトタイプの事故のドサクサに紛れてダイゴシステムの設計図を手に入れ一味を抜ける。その後、事業の後継者であったドンズと出会い結ばれ、彼の遺志を継いでマザー次元トンネルの完成を目指すが、どうしてもドンズの命日に間に合わせろと工事を強行した結果、施工に無理が生じてマザー次元トンネルは暴走し、そのまま地球へ向かい始める。
最終的にゴロー達の活躍によって、トンネルの暴走は止められたものの、自分が引き起こしてしまった事態の責任を取るために社長を辞し、コスモロード社も弱小企業と化してしまうものの、夫の会社を継ぐ事を決意したカネアに後を託して逮捕される。
ドンズ・マリーゴールド
声 - 宮本充
カネアの父でアンが社長に就任する前のコスモロード社の前社長だった人物。眼鏡を掛け、神経質で虚弱体質であり、親友のダイゴとともに次元トンネルを設計したが、次元トンネル・プロトタイプ事故の際に設計図がダイゴと共に行方不明になり、半ば開発を諦めていた。
その後、次元トンネル設計図を持ってアンが彼の元を訪ねてきた時、彼女のバックアップとリードによって奮起し、そして結ばれて娘のカネアが生まれ、幸福の時を迎えながら共に次元トンネル開発を再開するが、最初の次元トンネル完成を前にして志半ばで死んでしまう。
ダニエル
声 - 高木渉
アン・マリーゴールドの秘書でカネアのお目付け役。登場時24歳。青髪で白服に青ズボンを着用。有能だが、カネアには無能扱いされる。将来はカネアと結婚してコスモロード社を継ぐという逆玉の輿を狙っているが、当のカネアには全く相手にされていない。カネアのわがままに振り回される事が多く、その事にうんざりしているが、カネアには頭が上がらない。潔癖症で獣の大地に触れただけで蕁麻疹が出てしまう。『YAT』第38話である事でカネアの怒りを買い首にされてしまったが、ひょんな事からカネアから首を取り消され何とか復帰。ところが、後にヤマモトが元宇宙海賊であることを知りアンにそのことを伝えたが、理由もわからないまま再び即刻解雇される。それをきっかけに酒場で飲み潰れていたが、偶然同じく潰れていたロックからアンの手配書を盗み取り、解雇されたことへの復讐として手配書を片手にアンが元宇宙海賊であることを世間に公表する。しかし、その結果に驚いて改心して終盤では暴走したマザー次元トンネルに残ったアンを救出するため、自らの危険もかえりみずクイーン・マリー・ゴールド号で特攻した。クイーン・マリー・ゴールド号はきわめて丈夫だったため軽い怪我で済んだ。
漫画版では経営規模を縮小したコスモロード社の副社長として以前よりは真摯な（いざという時にはカネアにも真っ向から意見する）態度で会社を切り盛りしているが、YAT向かいのビルに入居し、YATダブ発進時の損害で保険金をせしめようとするなど相変わらずセコイところがある。
MAM（マム）
声 - 三田ゆう子
クイーン・マリー・ゴールド号に搭載されているメインコンピュータ。カネアの命令に絶対服従するように設計され、カネアが幼い頃から彼女の世話をしてきた。
漫画版ではその後、YATダブと大差ないサイズの船「QMG・II世号」にプログラムを移植して運用しているが搭載コンピュータのスペック不足から効率が低下している。
ムサシ
声 - 北村弘一
ゴールド星に住む老人。ゴローが持っていた父親の写真に一緒に写っていたため彼の行方を知る人物かと思われたが、後にただ他人の記念写真に写るのが趣味だったため写真に写っていたのは偶然ということが分かった。子供達に宇宙船を操作する所を見せるためにYATタブに侵入、折りしもウッチーがカプセルで出した温泉宿の主人に変装していたために、桂に温泉宿の主人に変装したウッチーと間違われてしまったことで侵入者と気づかれず、YATダブ内侵入に成功し、運転を開始する。最後はゴローが暴走を止めたが、止まったあと本人はそそくさと逃げていた。それが原因で、ゴローがYATダブを勝手に操作して壊した犯人にされてしまう。
ドリス・アンダーソン
声 - 平松晶子
コスモロード社の次元トンネル修理担当主任。次元トンネルに関しては誰よりも詳しいと自負している。そのため次元トンネルの基幹システムであるダイゴシステムが、仕組みも分からぬまま使われ続けていることに不安を感じている。
エルマー
声 - 茶風林
地球連邦の大統領ではあるが、宇宙交通の要である次元トンネルを握るコスモロード社とアンにまったく頭が上がらず、その専横を苦々しく思っている。マザー次元トンネル開通パーティの席で、ダニエルが暴露したアンの過去を知らされて衝撃を受けていた。
原案の西川のコミックス版（後述）では、アンの正体を承知の上で泳がせており、マザー次元トンネルが完成した時点で逮捕。そしてマザー次元トンネルを横取りして「漁夫の利」を占めようとする。

### 新YATに登場
モニカ・フランソワーズ
声 - 増田ゆき
桂の代わりに添乗員を勤めているアルバイト。15歳。アルバイト募集のチラシに載っていた「高給優遇」の言葉に釣られて入社してきたが、YATの実態に不満を抱いている。あと1か月でバイトをやめるはずだったところを巻き込まれた。気が強く怒りっぽい性格で、YATメンバー（特にヤマモト）とは馬が合わず文句ばかり言っているが、徐々に打ち解けるようになる。マロンに対しても当初は「お荷物」と見なして冷たく接していたが、少しずつ厳しさありきの優しさを見せるようになる。その一方で虫（特にゴキブリ）が苦手、料理が得意、綺麗好き、寝る前に体操をするなど女の子らしい一面を覗かせることもある。最終回でマロンと「故郷の仲間と一緒に地球に来た時には自分がガイドしてあげる」と約束を交わし、それを果たすためにYATに残ることを決意する。
漫画版の総集編ではアルバイトから正社員の添乗員となって働いている。
マロン
声 - 丹下桜
テレポーテーション（正確には物体を瞬間移動させる「トランスポーテーション」）の超能力を持った獣人の少女。氷付けで宇宙空間を漂っていたところをノート博士に拾われ助手となり、素性は謎に包まれている。瞬間移動マシンがない場合、生物以外および自分より軽いものしかテレポーテーションできず、それによってゴローに恥をかかせた事がある（向かってくるバラスからテレポーテーションでゴローを逃がそうとするがゴローの服だけを移動させてしまった）。しかし、バラスによってゴローの手首に填められた手錠型爆弾の爆発からゴローやモニカ達を救ったことを機に能力が少しずつ向上し始める。日頃から自主的に特訓を重ねている姿も見られ、後にはカナビーやスクーターなど自分より重い物体のテレポーテーションと、自身と他人を含めた者の瞬間移動ができるようになる。危機回避等の際、体を丸めてボール状になることが出来る。その形状からでも手や足、頭だけを出すことが可能。性格は無邪気で人懐っこい甘えん坊。YATメンバーの中では特にゴローと仲が良く、よく一緒に遊んでいる。当初はゴローをさん付けで呼んでいたが、旅を始めてからは「ゴローちゃん」と呼ぶようになる。
ノート博士
声 - 麻生智久
宇宙でその名を知らぬ者はいない獣人の科学者（ただし遠い宇宙から来たYATメンバーは知らない）。第三の手のように動く尻尾を持つ。お調子者で間抜けでいたずら好きな性格だが、才能と人格は確かなものを持つ。マロンの故郷を探すために瞬間移動マシンを発明するが、それに目を付けたガノンに連れ去られ、YATメンバーにマロンを託す。一度は瞬間移動マシンに見せかけた脱出用のロケットを製作して脱走に成功するが、その後洗脳されたヤマモトに捕まり再びガノン帝国に連れ去られてしまう。ヤマモト同様にガノニウムで洗脳されそうになるが奇跡的に波長が合わなかったために操られることはなかった。その後、ガノニウムを解析してガビットを完成させる。
ガノン
声 - 若本規夫
ガノン帝国の長である巨大なナマズ系宇宙人。非常にユニークな言い回しを多用する。ガノニウムを利用してさまざまな能力を使うことができ、自身とヤマモトの立体映像を送り込んでYATジャンボに乗り込んできたことさえある。
バラス
声 - 飛田展男
ガノン帝国の三幹部のリーダー格。オリハルコンの剣を持つサメ系宇宙人。YATメンバー（主にゴロー）には「キザ野郎」、洗脳されたヤマモトには「サメヅラ」と呼ばれる。一人称は「拙者」で侍のような口調で話す。ゴローをライバル視しており、事あるごとに「カニ頭」と挑発しては勝負を仕掛けてくる。かなりのナルシストだが、オリハルコンの剣を手放すと途端に弱気な腰抜けになり、それほど強くないゴローに敗れたことさえある。他にも「ガノンの仲間になったのでないなら証拠を見せろ」とウッチー・カナビー・モニカに要求されたヤマモトの手によって危うく消されそうになる、「失敗した責任は全てワシが取る」というヤマモトの言葉に感動してヤマモトに協力しようと決意するもまんまと騙された挙句、逆に責任を全て押しつけられて彼一人だけがガノンにお仕置きされるなど、どこか憎めない一面を見せることが多い。
ドツークやサグールとは基本的に仲が悪く、互いに手柄を独り占めしようとしているためにいがみ合ったり、失敗した責任を押し付け合ったり、陰で相手の悪口を言ったり、失敗を嘲笑ったりしている。しかし、いざという時には三人で力を合わせて協力する、ガノン帝国壊滅後もスルメや生き残ったガノン兵三体も含めて崩壊したデスガノンで共に生き延びていたことなどからそれなりの仲間意識も持っているようである（これらの点はドツークとサグールも同様）。
ドツーク
声 - 真柴摩利
ガノン帝国の三幹部の紅一点。怪力重視の大柄なフグ系宇宙人。洗脳されたヤマモトには「フグ女」と呼ばれる。宇宙一の怪力と豪語するが、容姿および頭は悪い。しかし、当の本人は「頭も使おうと思えば使える」と頭脳派でもあることを主張しており、「自身の艦で着陸中のYATダブを押さえつけ、YATクルーがダブを奪還しに出て来ざるを得ない状況に追い込んで己の怪力で返り討ちにし、マロンを捕まえる」という力押しながらも高度な作戦を考えたこともある。一人称は「私（わたくし）」で、顔とは裏腹に淑女のような口調。同等の怪力を持つ桂をライバル視しており、マロン捕獲の任務よりも桂との勝負を優先することも多い。しかし、よく名前を「ナグール」「ドンブリー」などと間違われており、なかなか正しい名前を覚えてもらえない。
サグール
声 - 岡野浩介
ガノン帝国の三幹部の参謀。策士家でナルシストなアンコウ系宇宙人。洗脳されたヤマモトには「チョウチン（アンコウ）」「腐れチョウチン」などと呼ばれる。一人称は「ミー」で語尾に「～でやんす」をつける。宇宙一の頭脳を持つと豪語しているがたいして頭は良くなく、考える作戦は姑息なものばかりでバラスや頭が悪いはずのドツークが考えた作戦と内容がかぶったこともあり、いつも失敗している。バラスやドツークのような体力や腕力などもない上、容姿や言動にも問題がある（良い作戦を思いつくと「ミーはなんて頭が良いんでやんしょう」と自惚れたり、「うひょひょひょ」「どひゃひゃひゃ」などと笑いながら奇妙かつ滑稽な腰振りダンスをするなど）。
なお、ガノンと三幹部はいずれも普段は間抜けな三枚目だが、時にかなり凶悪な表情と言動を見せる。
スルメ
声 - 梅津秀行
ガノン帝国の科学主任でスルメイカ型宇宙人。ノート博士にこき使われている。名前を度々「イカ」「イカ頭巾」「ゲソ焼き」などと間違えられる（ただし、ガノンには時折正しい名前で呼ばれることもある）。ガノン帝国における数少ない常識人でガノンの態度や行動に肝を冷やしたり、バラス達三幹部の馬鹿さ加減に呆れて「本当に宇宙征服出来るのかなぁ…」「宇宙征服できない気がする…」などと不安に感じている。
ガノン兵
声 - 山口勝平、麻生智久 など
ガノン帝国のヒトデ型戦闘員。戦闘以外にもYATメンバー（主にマロン）の探索、三幹部艦の操縦なども行う。「ガノン」としか喋れないがガノンや三幹部、スルメには話の内容が理解できるため、会話は普通に行っている（洗脳されたヤマモトだけは例外でサグールに通訳させたことがある）。バラス・ドツーク・サグールの三幹部と共に毎回出撃している赤白ツートンカラーの個体の他、化学班専属の青白ツートンカラーの個体も存在する（こちらはスルメの額と同じマークが模されている）。ガノン帝国内にある工場で大量生産されている模様。

## 用語
YAT（ヤット）
諸々の事情でゴローが勤めることになった弱小宇宙旅行会社。YATとは「Yamamoto Anshin Travel」の略。YAT社屋の窓ガラスや一部設定資料では「Yamamoto Astoro Travel」と記されているが、これはヤマモトが自らつけた俗称のようなもの。社長であるヤマモトカオルが桂の両親を捜すために起業した。穴場狙いのツアーが売りだが、根拠となるヤマモトの海賊時代の裏情報やカナビーのデータが古かったりして当初のツアーとは別物になってしまうなど、ツアーを行うたびにほぼ毎回何らかのトラブルに見舞われており、その度に客からの抗議の声が上がるが、逆にそのスリルを目当てにしたリピーターも存在する。
YATダブ
YATの小型宇宙船。外見、内装はボンネットバスに似ている。主に近距離移動に使われており、宇宙港に入港する時や惑星に降下する時に用いられる。地球からの発射はYAT社ビルの屋上からのカタパルト式垂直発射であり、射出時のGはかなりの物である。また、他惑星などに降りる際にはソリで離陸、着陸を行うためかなりな無茶をしている、劇中で「マニュアルシフトの宇宙船なんてはじめて見た」と言われるシーンがあることからかなりの旧式だと思われる。カラーリングは、黄色を基調としている。ダブとはハトのこと。旧式な分、下手な軍用宇宙艇よりも頑丈だが、ビルのカタパルトは加速するのには尺が足りないのか、発進直後に失速して再加速した際に向かい側のビルにぶつかっている。YATジャンボからの緊急避難用の脱出艇にもなっている。
YATジャンボ
YATダブの母船。普段は軌道上に待機しており、YATダブとドッキングして長距離移動時（惑星間航行、次元トンネル利用時など）に使われる。操縦はもっぱらYATダブから行うが、船内のサブコクピットからの操縦も可能。『YAT』『新YAT』共に終盤では大破している。
コスモロード社
業界最大手の宇宙旅行会社。次元トンネルネットワーク事業を独占し、強引な手法で現在の規模にまで成長してきた。現社長はアン・マリーゴールド。
YATラストでアンの過去が暴露されるスキャンダルが起こり、そうした責任を取る意味でアンは社長を辞任して逮捕され、YATと同規模の中小企業となったものの、カネアが後を継いだ新体制となる。漫画版でも同じような中小企業として存続していたが、『新YAT』では登場しない。
クイーン・マリー・ゴールド号（QMG号）
コスモロード社の社長令嬢、カネア・マリーゴールドの大型クルージング船。MAMと呼ばれるコンピュータによって制御されており、非常に豪華な造りとなっている。なお、カネアいわく「下手な戦艦よりも丈夫」な船でもある。
ラストで全損するが、漫画版ではその後、YATダブと大差ないサイズの船「QMG・II世号」にMAMを移植して運用している（ただし、次元トンネルを通れる点からYATダブよりは高性能）。
シャレコベック号
ヤマモトカオルが宇宙海賊時代に乗っていた宇宙船。ヤマモトが引退した後はキャプテン・ロックが後を引き継いで船長になっている。あちこちガタが来ているが、ハイパードライブ装置やメガキャノン砲などを搭載している。
漫画版ではアンの専用船として同一の基本構造をもつ「バトル・マリーゴールド号」が登場した。
次元トンネル
膨大な反重力エネルギーを使い次元に穴を開け別次元を通ることによって、ハイパードライブ装置を使わずに銀河のさまざまな場所への移動を可能にした交通ネットワーク。現在の高速道路のように商業目的から観光目的まで多目的で利用されている。ハイパードライブでは若干のウラシマ効果が生じるとされるが、次元トンネルを使えばウラシマ効果が起こらない上に、ハイパードライブ装置を搭載していない宇宙船でも容易に利用できることから、急速に普及した。それ以降は大型の宇宙船でもハイパードライブ装置は省かれるようになった。トンネル最上部には、遮光器土偶の頭部のような形状のコントロールセンターを戴き、トンネル使用時には、その遮光器の目のような最上部が光る。
ダイゴシステム
星渡ダイゴが開発した、次元トンネルの根幹を成すシステム。次元に穴を開けるための膨大な反重力エネルギーをコントロールするのに必要で、次元トンネルを作動させる上でなくてはならないものとなっている。しかし設計図はあるものの、どのような仕組みで反重力エネルギーを制御しているのかは不明であり、原理も分からないままに次元トンネルが建造され続けていることに不安を感じる者もいる。
ハイパードライブ
次元トンネル以前に使われていた超光速航法装置。次元トンネルと違って重力エネルギーを利用する。大型の宇宙船にしか搭載できず、また構造が複雑でメンテナンスが困難である、ウラシマ効果が発生するなどの欠点のため、次元トンネル開発後は利用されなくなり、本編時点ですでに製造は中止されていた。なお、メガキャノン砲もハイパードライブの重力エネルギーを使用している。
コスモドライヴ
桂の故郷であるノア星の宇宙船が利用しているシステム。搭載された船自体が次元トンネルの入り口・出口を自力で作ることで航行する。
瞬間移動マシン
ノート博士が発明したマシン。マロンのテレポーテーションの力を増幅し、宇宙船を好きな場所へ移動させることができる。精度はマロンの心の状態に左右され、不安や迷いがあると失敗し、それが原因となりYATジャンボが呼び寄せられた。
ガビット
ノート博士が開発した、いわゆるビームサーベル。ガノニウムを解析して造り出した魔力中和物質の結晶体"ノートリノ"をエネルギー源としている。ゴローとヤマモトがガノンとの戦いとデスガノンの中心部に保管されているガノニウムを破壊する為に使用した。桂の分も用意されていたものの、受け取る直前にバラス達が襲撃してきた為に渡しそびれてしまう。その後、彼女が受け取るはずだった分は自身のガビットを破壊されてしまったヤマモトの手に渡り、中心部のガノニウムの破壊に貢献した。
ガノン帝国
全宇宙を支配しようとする悪の帝国。ナマズの首星雲のデスガノンに本拠地を置く。
ガノニウム
ガノンの魔力の源となっている魔力物質およびそれを水晶球にしたもの。他者に悪の心を植え付けてガノンの忠実な下僕にする、幻覚を見せるなどの能力を発することができる。作中ではガノンが首飾りとして所持しているもの、ガノンの下僕となった者達（ヤマモト、バラス、ドツーク、サグール、スルメ）が胸飾りとして所持しているもの、デスガノンの中心部に保管されている巨大なものの3つを指している。ヤマモト曰く、「下僕となった者達が胸飾りにしているガノニウムは常にガノンが首飾りにしているガノニウムと中心部のガノニウムの2つから送り出される魔力を受信しており、これによって所持している者の心を悪に染めている」とのこと。しかし、実際には当のヤマモト自身が、下僕になる前も、なっている最中も、そして下僕から解放されたあとも、性格や言動にさほどの変化がなかった。また、バラス達やスルメに至ってはガノンに対する忠誠心のみがなくなった（「なぜガノンに『様』とつけるのか？」と疑問を抱く、ガノンを呼び捨てにする、あるいはおばけナマズ呼ばわりするなど）以外に大きな変化はみられなかった。
三幹部艦
ガノン帝国三幹部のバラス、ドツーク、サグールがそれぞれ有している専用艦。ランウェイ風のデザインと三幹部専用のキャプテンシート、キャプテンシート正面に設けた通信用の巨大なモニターから成るコックピットを共通としており、差異はサメ・フグ・アンコウを模した機体デザインとキャプテンシート後方のレリーフとなっている。劇中では主に移動手段として用いられており、艦そのものの戦闘能力は不明（2期13話でのドツークの発言から何かしらの武装は搭載されているようだが、それらが披露されることはなかった）。

## スタッフ
- 原案 - 西川伸司
- 監督 - 難波日登志
- シリーズ構成 - 林民夫
- キャラクターデザイン - 工藤裕加
- 美術監督 - 明石聖子
- 色彩設計 - 斉藤裕子
- 撮影監督 - 豊永安義
- 編集 - 古川雅士
- 効果 - 古宮理恵（アニメサウンド）
- 現像 - 東京現像所
- 音響監督 - 岩浪美和
- 音楽 - 川井憲次
- プロデューサー - 松本寿子
- アニメーションプロデューサー - 大西つとむ
- アニメーション制作 - グループ・タック
- 制作・著作 - NHK・NHKエンタープライズ21

## 主題歌
YAT安心！宇宙旅行
オープニングテーマ「HEAVEN」
唄 - HIM
エンディングテーマ1「だめよ!だめよ!だめよ!!」（第1話 - 第25話）
エンディングテーマ2「MOON LIGHT」（第26話 - 第50話）
唄 - 椎名へきる
新YAT安心！宇宙旅行
オープニングテーマ「エヴァーラスティング・ループ」
唄 - Supersonic Float
エンディングテーマ「純」
唄 - 椎名へきる

## 各話リスト
『新YAT』の話数は『YAT』の半分の全25話に留まっているが、当初の予定通りである。
| 話数                | サブタイトル                     | 脚本              | コンテ            | 演出              | 作画監督          | 放送日            |
| YAT安心！宇宙旅行   | YAT安心！宇宙旅行                | YAT安心！宇宙旅行 | YAT安心！宇宙旅行 | YAT安心！宇宙旅行 | YAT安心！宇宙旅行 | YAT安心！宇宙旅行 |
| ------------------- | -------------------------------- | ----------------- | ----------------- | ----------------- | ----------------- | ----------------- |
| 1                   | YATにおまかせ!                   | 林民夫            | 三條なみみ        | 佐藤卓哉          | 長野伸明          | 1996年 10月5日    |
| 2                   | 宇宙の穴場! 温泉ツアー           | 萩田寛子          | 佐々木和宏        | 佐々木和宏        | 生野裕子          | 10月12日          |
| 3                   | 氷の星で大ピンチ!                | もとひら了        | 高柳哲司          | 渡辺健一郎        | 七海修            | 10月19日          |
| 4                   | 桂さんの大予言!                  | 林民夫            | ワタナベシンイチ  | 島崎奈々子        | 柳瀬雄之          | 10月26日          |
| 5                   | 宇宙一のお嬢様!                  | 萩田寛子          | 小林常夫          | 小林常夫          | 浅野文彰          | 11月2日           |
| 6                   | コスモロードで大出世!?           | もとひら了        | 佐藤卓哉          | 佐藤卓哉          | 田口広一          | 11月9日           |
| 7                   | サバイバル! 野生のカネア         | 林民夫            | 佐々木和宏        | 佐々木和宏        | 生野裕子          | 11月16日          |
| 8                   | うまさ爆発! グルメツアー         | 萩田寛子          | 福本潔            | 渡辺健一郎        | 七海修            | 11月23日          |
| 9                   | いかんともしがたい二人!          | もとひら了        | 島崎奈々子        | 島崎奈々子        | 津幡佳明          | 11月30日          |
| 10                  | 宇宙海賊ロック参上!              | 林民夫            | 小林常夫          | 小林常夫          | 浅野文彰          | 12月7日           |
| 11                  | 闘魂! 宇宙王者決定戦             | 萩田寛子          | 木村哲            | 木村哲            | 山本佐和子        | 12月14日          |
| 12                  | 恐怖の惑星ダイキョクテン!        | 平田豊            | 湊屋夢吉          | 河本昇悟          | 柳瀬雄之          | 12月21日          |
| 13                  | ビックリ! YATを知る男?           | もとひら了        | 佐々木和宏        | 佐々木和宏        | 生野裕子          | 12月28日          |
| 14                  | 超特急! プリンセスを運べ         | 林民夫            | 酒井伸次          | 渡辺健一郎        | 七海修            | 1997年 1月11日    |
| 15                  | ロック救出大作戦!                | 萩田寛子          | 上田芳裕          | 上田芳裕          | 安田好孝          | 1月18日           |
| 16                  | ミイラれたヤマモト社長!?         | 平田豊            | ワタナベシンイチ  | 高橋幸雄          | 金子匡邦          | 1月25日           |
| 17                  | 予備校生 涙の特訓ツアー!         | もとひら了        | 善聡一郎          | 鈴木卓夫          | 華房泰堂          | 2月1日            |
| 18                  | YATの休日!                       | 萩田寛子          | 小林智樹          | 小林智樹          | 柳瀬雄之          | 2月8日            |
| 19                  | 再会! オヤジあらわる?            | 林民夫            | 佐藤卓哉          | 佐藤卓哉          | 山本佐和子        | 2月15日           |
| 20                  | キャプテン・キッドの秘宝!        | 林民夫            | 佐々木和宏        | 佐々木和宏        | 生野裕子          | 2月22日           |
| 21                  | 大ショック! 社長つかまる         | 平田豊            | 河本昇悟          | 河本昇悟          | 安田好孝          | 3月1日            |
| 22                  | 8人のやさしい客たち!             | 林民夫            | 毛利和昭          | 渡辺健一郎        | 七海修            | 3月8日            |
| 23                  | 大暴走! クイーンマリーゴールド号 | もとひら了        | 鈴木卓夫          | 鈴木卓夫          | 佐藤真二          | 3月15日           |
| 24                  | モーレツ! かあちゃん珍道中       | 平田豊            | 佐々木和宏        | 佐々木和宏        | 生野裕子          | 3月22日           |
| 25                  | まぼろしのオヤジ!                | 林民夫            | 佐藤卓哉          | 佐藤卓哉          | 山本佐和子        | 3月29日           |
| 26                  | われて砕けて謎を解け!            | 林民夫            | 河本昇悟          | 河本昇悟          | 柳瀬雄之          | 4月5日            |
| 27                  | 失恋ツアーで絶体絶命!?           | 平田豊            | 小林常夫          | 渡辺健一郎        | 田中穣            | 4月12日           |
| 28                  | カネアの家出!                    | もとひら了        | 河本昇悟          | 鈴木卓夫          | 工藤柾輝          | 4月19日           |
| 29                  | ゴローとコゴロー!                | 萩田寛子          | 高山秀樹          | 高山秀樹          | つなきあき        | 4月26日           |
| 30                  | 麗しのカオルちゃん!?             | 林民夫            | 佐藤卓哉          | 佐藤卓哉          | 山本佐和子        | 5月3日            |
| 31                  | おしゃべりブッキー!              | 平田豊            | 佐々木和宏        | 佐々木和宏        | 生野裕子          | 5月10日           |
| 32                  | カナビーの初恋!                  | 平田豊            | 河本昇悟          | 河本昇悟          | 安田好孝          | 5月17日           |
| 33                  | さらわれたカネア!?               | 萩田寛子          | もりたけし        | 渡辺健一郎        | 七海修            | 5月24日           |
| 34                  | ウッチーのお見合い!              | 萩田寛子          | 島崎奈々子        | 島崎奈々子        | 越崎鉄也          | 5月31日           |
| 35                  | 凶悪宇宙人をやっつけろ!          | もとひら了        | ワタナベシンイチ  | 牧野行洋          | 高瀬言            | 6月7日            |
| 36                  | 次元トンネルSOS!                 | 林民夫            | 佐藤卓哉          | 小林智樹          | 山本佐和子        | 6月14日           |
| 37                  | アン・マリーゴールドの野望!      | 林民夫            | 河本昇悟          | 河本昇悟          | 柳瀬雄之          | 6月21日           |
| 38                  | ダニエルのラブラブ大作戦!?       | 平田豊            | ワタナベシンイチ  | 渡辺健一郎        | 七海修            | 6月28日           |
| 39                  | 桂さんを取り返せ!                | 萩田寛子          | 佐藤卓哉          | 島崎奈々子        | 外崎春雄          | 7月5日            |
| 40                  | 海賊をやめたキャプテン・ロック!  | 林民夫            | 近藤信宏          | 牧野行洋          | 高瀬言            | 7月12日           |
| 41                  | 常連客よさようなら!              | もとひら了        | 佐々木和宏        | 佐々木和宏        | 生野裕子          | 7月19日           |
| 42                  | 大脱出! 燃える宇宙船             | 林民夫            | 佐藤卓哉          | 小林智樹          | 山本佐和子        | 7月26日           |
| 43                  | 謎の古代遺跡!                    | 林民夫            | 河本昇悟          | 河本昇悟          | 安田好孝          | 8月2日            |
| 44                  | 昔、むかし、宇宙で…!             | 林民夫            | 三條なみみ        | 渡辺健一郎        | 七海修            | 8月16日           |
| 45                  | 開通! マザー次元トンネル         | 平田豊            | 三條なみみ        | 島崎奈々子        | 外崎春雄          | 8月23日           |
| 46                  | 時を越えた出会い!                | 平田豊            | 佐藤卓哉          | 小林智樹          | 山本佐和子        | 8月30日           |
| 47                  | 15年目の真実!                    | 林民夫            | 河本昇悟          | 河本昇悟          | 安田好孝          | 9月6日            |
| 48                  | 暴走マザーをくい止めろ!          | 平田豊            | 三條なみみ        | 渡辺健一郎        | 七海修            | 9月13日           |
| 49                  | 捨て身のマザー停止作戦!          | 林民夫            | 三條なみみ        | 島崎奈々子        | 工藤裕加          | 9月20日           |
| 50                  | しばしのおわかれ!                | 林民夫            | 佐藤卓哉          | 三條なみみ        | 山本佐和子        | 9月27日           |
| 新YAT安心！宇宙旅行 |                                  |                   |                   |                   |                   |                   |
| 1                   | 新たなる船出!                    | 平田豊            | 佐藤卓哉          | 三條なみみ        | 山本佐和子        | 1998年 4月11日    |
| 2                   | マロンを守れ!                    | 林民夫            | 三條なみみ        | 小林智樹          | 小森高博          | 4月18日           |
| 3                   | 食料さがしで大ピンチ!            | 平田豊            | 河本昇悟          | 石堂宏之          | 桜井木ノ実        | 4月25日           |
| 4                   | モニカ小さくなる!                | 林民夫            | 佐藤卓哉          | 渡辺健一郎        | 七海修            | 5月2日            |
| 5                   | さよならマロン!?                 | 平田豊            | 石堂宏之          | 木戸せん          | 桜井木ノ実        | 5月9日            |
| 6                   | YATダブを取り返せ!               | 平田豊            | 河本昇悟          | 安形裕篤          | 水野智己          | 5月16日           |
| 7                   | とらわれた3人!                   | 林民夫            | 佐藤卓哉          | 小林智樹          | 山本佐和子        | 5月23日           |
| 8                   | こんな夜のはなし!                | 林民夫            | 福島宏之          | 石藤宏二          | 桜井木ノ実        | 5月30日           |
| 9                   | みんなカタマール!?               | 平柳益実          | 志村錠児          | 渡辺健一郎        | 渡辺伸弘          | 6月6日            |
| 10                  | 恋するモニカ!?                   | 林民夫            | 河本昇悟          | 島崎奈々子        | 小森高博          | 6月13日           |
| 11                  | 小さな仲間たち!                  | 林民夫            | 佐藤卓哉          | 渡辺健一郎        | 清水博明          | 6月20日           |
| 12                  | 決戦! YATジャンボ                | 平柳益実          | 近藤信宏          | 安形裕篤          | 水野知己          | 6月27日           |
| 13                  | 帰ってきて社長!                  | 林民夫            | 小林常夫          | 小林智樹          | 山本佐和子        | 7月4日            |
| 14                  | 敵になった社長!?                 | 平田豊            | 河本昇悟          | 渡辺健一郎        | 渡辺伸弘          | 7月11日           |
| 15                  | リーダーは誰だ!?                 | 林民夫            | 佐藤卓哉          | 島崎奈々子        | 小森高博          | 7月18日           |
| 16                  | 謎のピラミッド!                  | 平田豊            | 小林常夫          | 遠藤靖裕          | 遠藤靖裕          | 7月25日           |
| 17                  | 底ぬけ温泉大騒動!                | 林民夫            | 河本昇悟          | 渡辺健一郎        | 清水博明          | 8月1日            |
| 18                  | 惑星モルファスの女王!            | 平田豊            | 小林常夫          | 安形裕篤          | 水野知己          | 8月8日            |
| 19                  | 三つのお願い!                    | 林民夫            | 東海林真一        | 東海林真一        | 山本佐和子        | 8月22日           |
| 20                  | 帝王ガノンの陰謀!                | 佐藤卓哉          | 島崎奈々子        | 佐々木一浩        | 佐々木一浩        | 8月29日           |
| 21                  | YATジャンボ大爆破!?              | 平田豊            | 河本昇悟          | 渡辺健一郎        | 渡辺伸弘          | 9月5日            |
| 22                  | YAT絶体絶命!                     | 林民夫            | 藤森雅也          | 藤森雅也          | 藤森雅也          | 9月12日           |
| 23                  | 反撃のとき!                      | 林民夫            | 河本昇悟          | 小林智樹          | 水野知己          | 9月19日           |
| 24                  | 最後の戦い!                      | 林民夫            | 近藤信宏          | 島崎奈々子        | 山本佐和子        | 9月26日           |
| 25                  | 故郷をめざして!                  | 平田豊            | 佐藤卓哉          | 三條なみみ        | 佐々木一浩        | 10月3日           |

## 漫画版
原案者の西川伸司によりコミカライズ。NHK出版より全6巻刊行。続編として、『新YAT安心!宇宙旅行』（全3巻）および、番外編として過去編、未来編（各1巻）、および、総集編（1巻）が刊行されている（いずれもNHK出版。テレビコミックス）。番外編・総集編にはアニメ版の設定資料やスタッフインタビューなども多数載っており、アニメ版の公式ファンブックともとれる構成である。
| タイトル・巻数                   | 発売日     | ISBN               |
| -------------------------------- | ---------- | ------------------ |
| YAT安心!宇宙旅行(1)              | 1996年10月 | ISBN 4-14-454012-X |
| YAT安心!宇宙旅行(2)              | 1996年11月 | ISBN 4-14-454013-8 |
| YAT安心!宇宙旅行(3)              | 1997年2月  | ISBN 4-14-454014-6 |
| YAT安心!宇宙旅行(4)              | 1997年4月  | ISBN 4-14-454015-4 |
| YAT安心!宇宙旅行(5)              | 1997年7月  | ISBN 4-14-454016-2 |
| YAT安心!宇宙旅行(6)              | 1997年9月  | ISBN 4-14-454017-0 |
| YAT安心!宇宙旅行スペシャル過去編 | 1997年12月 | ISBN 4-14-454023-5 |
| YAT安心!宇宙旅行スペシャル未来編 | 1998年2月  | ISBN 4-14-454024-3 |
| 新YAT安心!宇宙旅行(1)            | 1998年4月  | ISBN 4-14-454044-8 |
| 新YAT安心!宇宙旅行(2)            | 1998年7月  | ISBN 4-14-454045-6 |
| 新YAT安心!宇宙旅行(3)            | 1998年9月  | ISBN 4-14-454046-4 |
| 新YAT安心!宇宙旅行総集編         | 1998年11月 | ISBN 4-14-454047-2 |

また、川本祐太郎により、エニックス月刊少年ギャグ王1997年1月号から9月号にて連載された作品も存在する。ギャグ王コミックスとして全1巻。
- 1997年10月、ISBN 4-87025-658-4

### MOT温泉!宇宙旅行
宇宙歴5798年10月から1年間放送されたとされるテレビアニメ。本編のセルフパロディであり、原案・原作の西川伸司の手によって設定だけが作られた。漫画版「YAT安心!宇宙旅行スペシャル過去編」において、幼年期のゴローが「MOT」を見ているシーンが数コマ掲載されているだけであり、実際に公式のアニメや漫画作品が存在するわけではない。

## 関連商品
発売元はいずれもソニー・ミュージックエンタテインメント。
- VHS
  - YAT安心!宇宙旅行（全13巻）
    - 1巻には1話・2話と特典映像「YATオリジナルクリップ」が、2巻には3話から6話と「メイキング・オブ・YAT」前編が、3巻には7話から10話と「メイキング・オブ・YAT」後編が収録されている。それ以降の巻にはそれぞれ4話ずつ本編が収録されている。

  - 新YAT安心!宇宙旅行（全6巻）
    - 各巻4話ずつ収録（第6巻のみ5話収録）。

現在は、全巻廃盤となっている。
- LD
  - YAT安心!宇宙旅行 LD-BOX トラベルパック
    - 13枚組26面CLVで全50話を収録。完全予約限定生産品。ノンテロップオープニング・エンディングや「メイキング・オブ・YAT」、設定資料集、特製ポストカード・ピンズほか特典多数。

  - 新YAT安心!宇宙旅行 LD-BOX トラベルパック2
    - 7枚組13面CLVで全25話を収録。完全予約限定生産品。ノンテロップオープニング・エンディングや設定資料集、特製缶バッジ・ステッカーほか特典多数。

現在は、トラベルパック・トラベルパック2ともに廃盤となっている。
- CD
  - YAT安心!宇宙旅行 サウンドトラック（全3巻、SRCL-3761・SRCL-4043・SRCL-4304）

2021年現在、DVD版・Blu-ray版はリリースされていない。

## 『YAT』第25話におけるポケモンショック類似症例の発生
1997年3月29日に放送された『YAT』第25話「まぼろしのオヤジ!」を見た20人以上が身体に異常を訴えて病院に運ばれる事態が発生した。この事故から約9か月後に起きる事になる『ポケットモンスター』でのポケモンショックと同じく、数秒間の点滅映像があったためと考えられる。
当初はNHK側でも原因が分からず、またポケモンに比べて被害者も少なかったため大きな騒ぎには至らなかった。ポケモンショックが発生した後同じ原因であると判明したため、レンタルビデオ店などから第25話が含まれているビデオを回収し、問題のシーンに止め絵処理を施して差し替えた。

## 関連作品
『青い海のサシミ』
原案を担当した西川伸司の漫画作品。一部のキャラクターが本作品のキャラクターのセルフパロディとなっている。